# Biserica Cretei

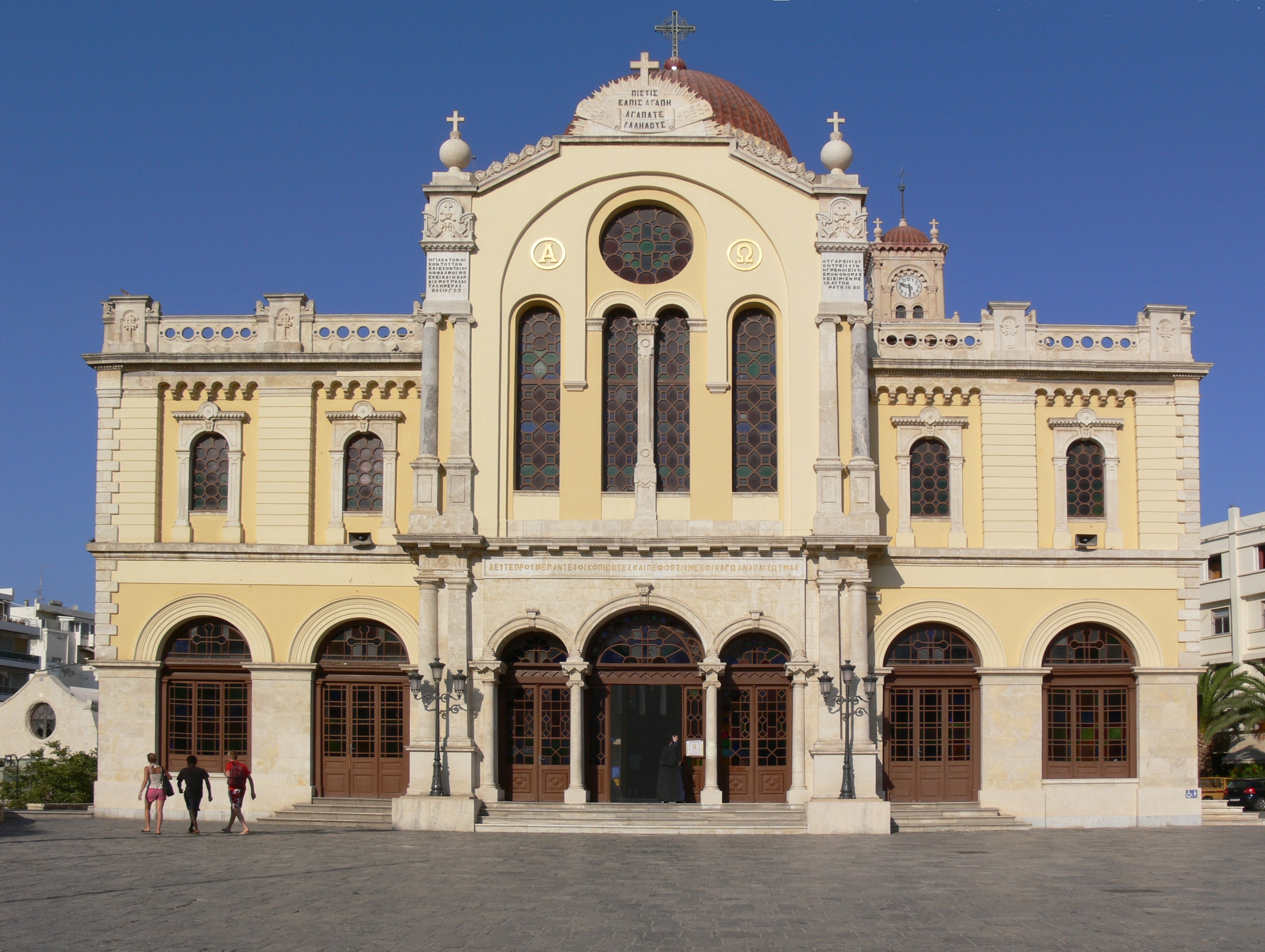
Catedrala Sfântul Mina din Heraklion, biserica principală a Arhiepiscopiei Cretei

Biserica Cretei (în greacă Εκκλησία της Κρήτης) este o Biserică Ortodoxă, care are jurisdicție asupra credincioșilor ortodocși de pe insula Creta a Greciei. Biserica Cretei este semiautonomă sub jurisdicția Patriarhiei Ecumenice de Constantinopol. 
Biserica Cretei a avut un statut autonom încă de la sfârșitul ocupației otomane a insulei. Statutul bisericii a fost recunoscut prin lege (Legea 4149/1961) de statul elen în 1961, la aproape 50 de ani de la unirea Cretei cu Grecia. În 1962 Patriarhia Constantinopolului a ridicat episcopiile de pe insulă la rangul de mitropolii, iar în 1967 mitropolitul Cretei a fost promovat arhiepiscop. Patriarhia îi numește pe mitropoliții Bisericii Cretei dintr-o listă de trei episcopi cretani alcătuită de ministrul grec al educației naționale, culturii și cultelor, dar afacerile interne ale arhiepiscopiei, inclusiv nominalizarea altor episcopi, sunt conduse de Sfântul Sinod al Bisericii Cretei. Legătura cu Patriarhia asigură o opoziție mai mică față de ecumenism, care se manifestă mai puternic în teritoriul continental administrat de Biserica Ortodoxă a Greciei.
Biserica Cretei este compusă din următoarele eparhii:
- Arhiepiscopia Cretei, cu sediul la Heraklion
- Mitropolia de Gortyn și Arkadia, cu sediul la Moires
- Mitropolia de Rethymnon și Mylopotamos, cu sediul la Rethymno
- Mitropolia de Kydonia și Apokoronas, cu sediul la Chania
- Mitropolia de Lampi, Syvritos și Sfakia, cu sediul la Spili
- Mitropolia de Hierapytna și Siteia, cu sediul la Ierapetra
- Mitropolia de Petra și Hersonissos, cu sediul la Neapoli
- Mitropolia de Kissamos și Selino, cu sediul la Kastelli Kissamou
- Mitropolia de Arkalochori, Kastelli și Viannos, cu sediul la Arkalochori.